# Архипелаговое море

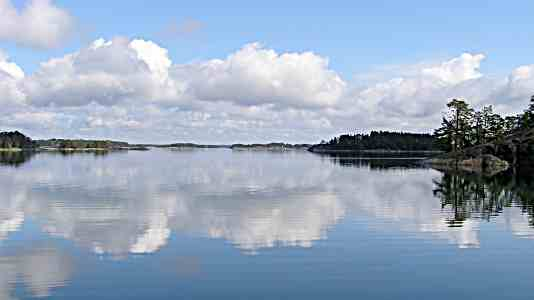
Хииттинен, 25 км в западу от Ханко

Архипела́говое мо́ре (фин. Saaristomeri, швед. Skärgårdshavet) — часть Балтийского моря между Ботническим и Финским заливами в пределах территориальных вод Финляндии. Море омывает крупнейший архипелаг по числу входящих в него островов, хотя эти острова очень малы и сгруппированы на маленькой площади. Акватория Архипелагового моря мелководна, средняя глубина около 23 метров, большинство проливов не пригодны для прохода крупных кораблей.

## Геология

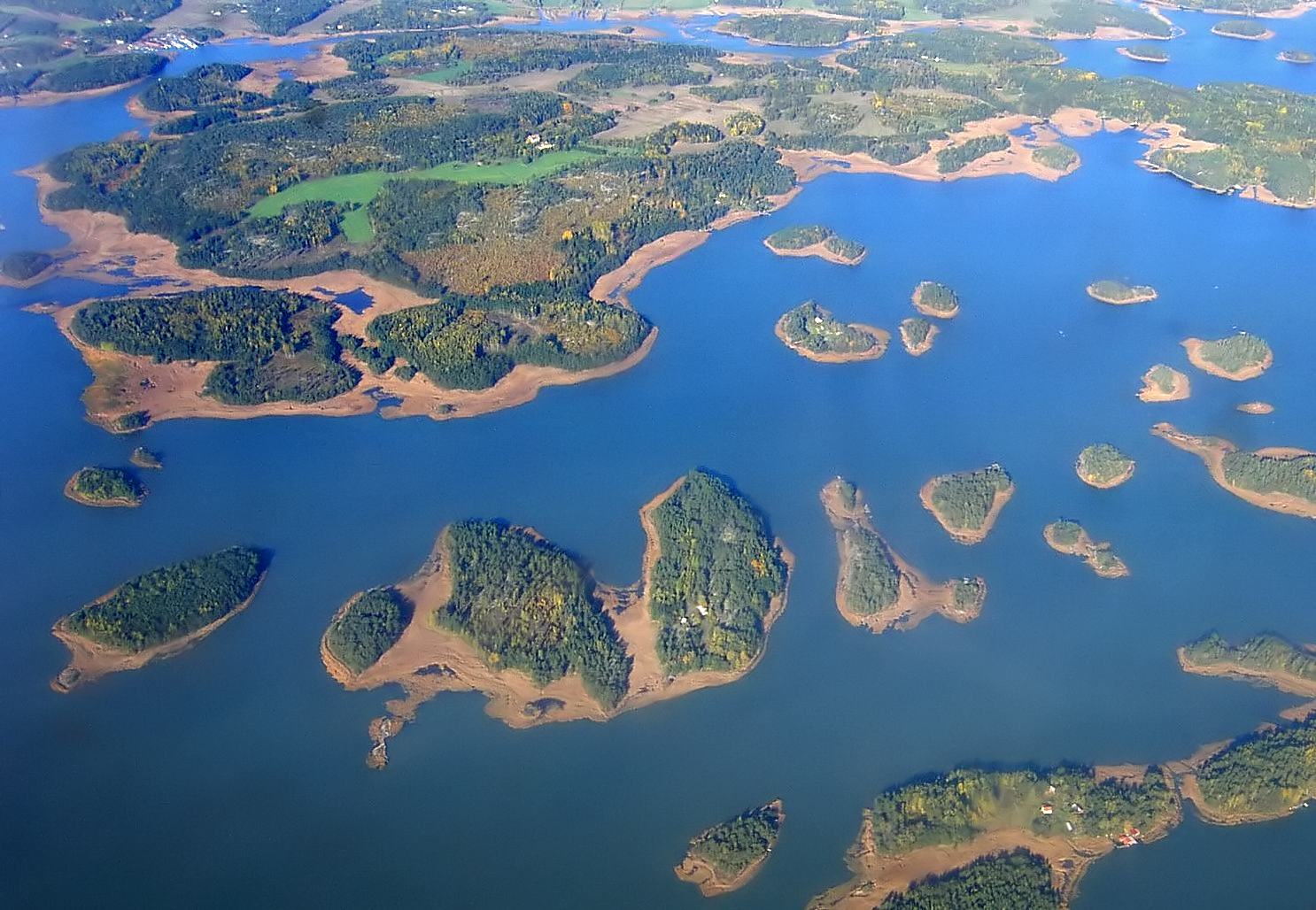
Внутренняя группа островов покрыта лесом. Фотография была сделана осенью, когда тростник, окружающий острова, уже выцвел и отмер.

В Архипелаговом море находится огромное число островов. Точное их число зависит от определения термина «остров», так как участки суши варьируют от маленьких камней, выглядывающих из воды, до больших островов с несколькими деревушками или даже городом на них. В Архипелаговом море 257 островов с площадью, превышающей 1 км², и около 18 тыс. островов с площадью более 0,5 га. Учитывая меньшие необитаемые скалы и шхеры, в архипелаг входит более 50 тыс. островов (для сравнения, число островов Зондского архипелага варьирует от 13 тыс. до 18 тыс.). Территория архипелага приближённо разделена на внутреннюю и внешнюю группы островов. Внешняя группа состоит главным образом из маленьких необитаемых островов. Архипелаг занимает треугольный участок с городами Мариехамн, Уусикаупунки и Ханко по углам.
Острова стали подниматься из-под воды сразу после последнего ледникового периода. Из-за послеледникового подъёма суши процесс всё ещё продолжается, образуются новые шхеры и острова, старые увеличиваются в размерах или объединяются. Текущая скорость подъёма составляет от 4 до 10 миллиметров в год. Так как острова в основном состоят из гранита и гнейса, двух очень твёрдых горных пород, то скорость эрозии значительно меньше скорости подъёма.

## Демография и управление

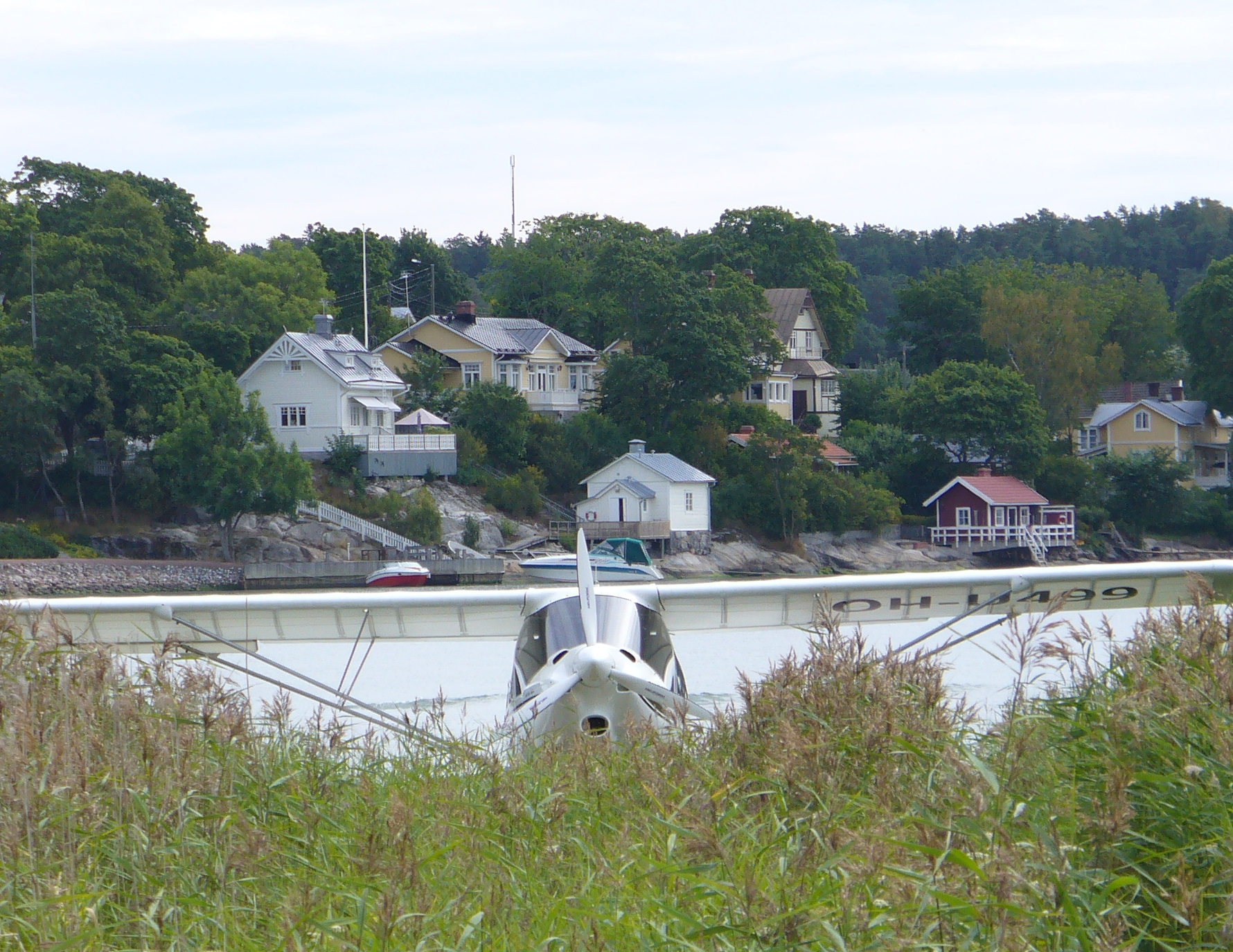
Типичный вид обжитого побережья

Острова поделены между провинцией Варсинайс-Суоми (до 2010 года входившей в губернию Западная Финляндия) и автономной провинцией Аландов. Граница между провинциями приблизительно проходит вдоль нейтральных вод Кихти. Вместе с островами около побережья Швеции район образует Еврорегион.
Число постоянных жителей островов составляет приблизительно 60 000 человек, 27 000 из которых проживает на Аландских островах. Большинство населения городов в районе шведоязычны. Главные порты в районе — Турку на материке и Мариехамн на Аландских островах.
Множество финнов имеют летние резиденции на островах в этом районе, известном своими природными красотами. Из-за этого население многих островов удваивается в течение лета. В отличие от постоянного населения, жители летних резиденций в основном финноязычны.
Култаранта (Золотой берег), официальная летняя резиденция президента Финляндии находится на острове Луоннонмаа напротив Наантали и Страны муми-троллей.
Примечательным в демографии островов является количество близнецов. Склонность к появлению дизиготных близнецов частично наследуема, и необходимые гены превалируют на архипелаге. В XVIII и XIX столетиях процент рождения близнецов был не только значительно выше, чем в континентальной Финляндии, но и наиболее высоким в Европе. Одной из причин для этого стало рыболовство: рыба является отличным источником белков и полиненасыщенных жиров, она также была доступна в неурожайные годы. С другой стороны, рыболовство было довольно опасным занятием и служило причиной многих несчастных случаев, повышая пользу от многоплодных родов. Из-за малых размеров островов люди часто вступали в брак с родственниками, что приводило к закреплению в генофонде тех генов, с которыми связано рождение близнецов.

## Экономика и коммуникации

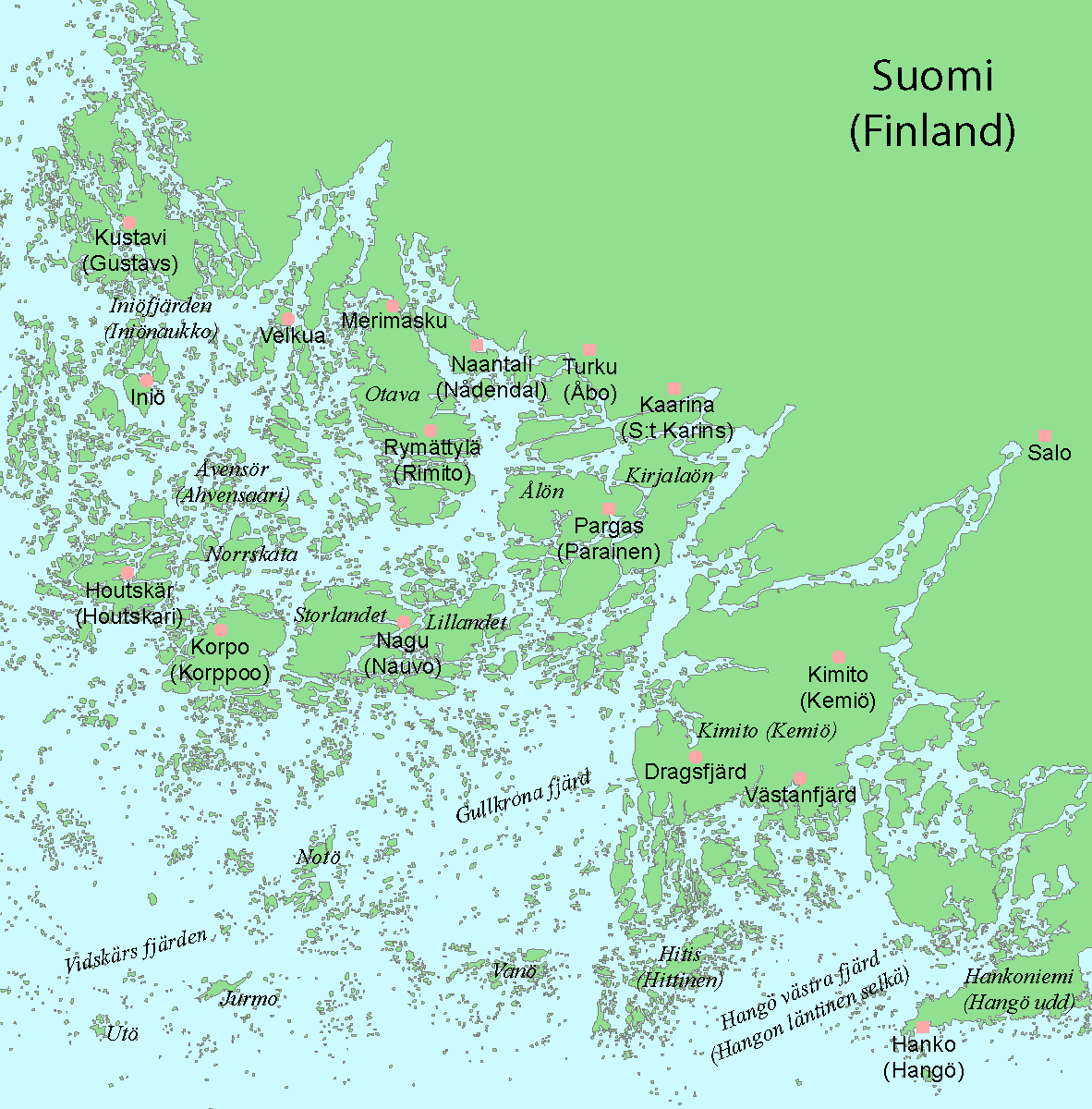
Карта восточной части Архипелагового моря

Для островов характерен высокий уровень жизни, аналогичный континентальной Финляндии. Главными отраслями являются рыболовство и переработка рыбы. Архипелаг широко известен своей балтийской сельдью и форелью. Ведение сельского хозяйства затруднено малыми площадями и каменистой природой островов. Тем не менее климат благоприятнее материковой Финляндии и некоторые острова, в частности остров Рюмяттюля (Отава), известны в близлежащих материковых районах благодаря выращиванию первого летнего урожая картофеля. Значение туризма в экономике архипелага постоянно растет.

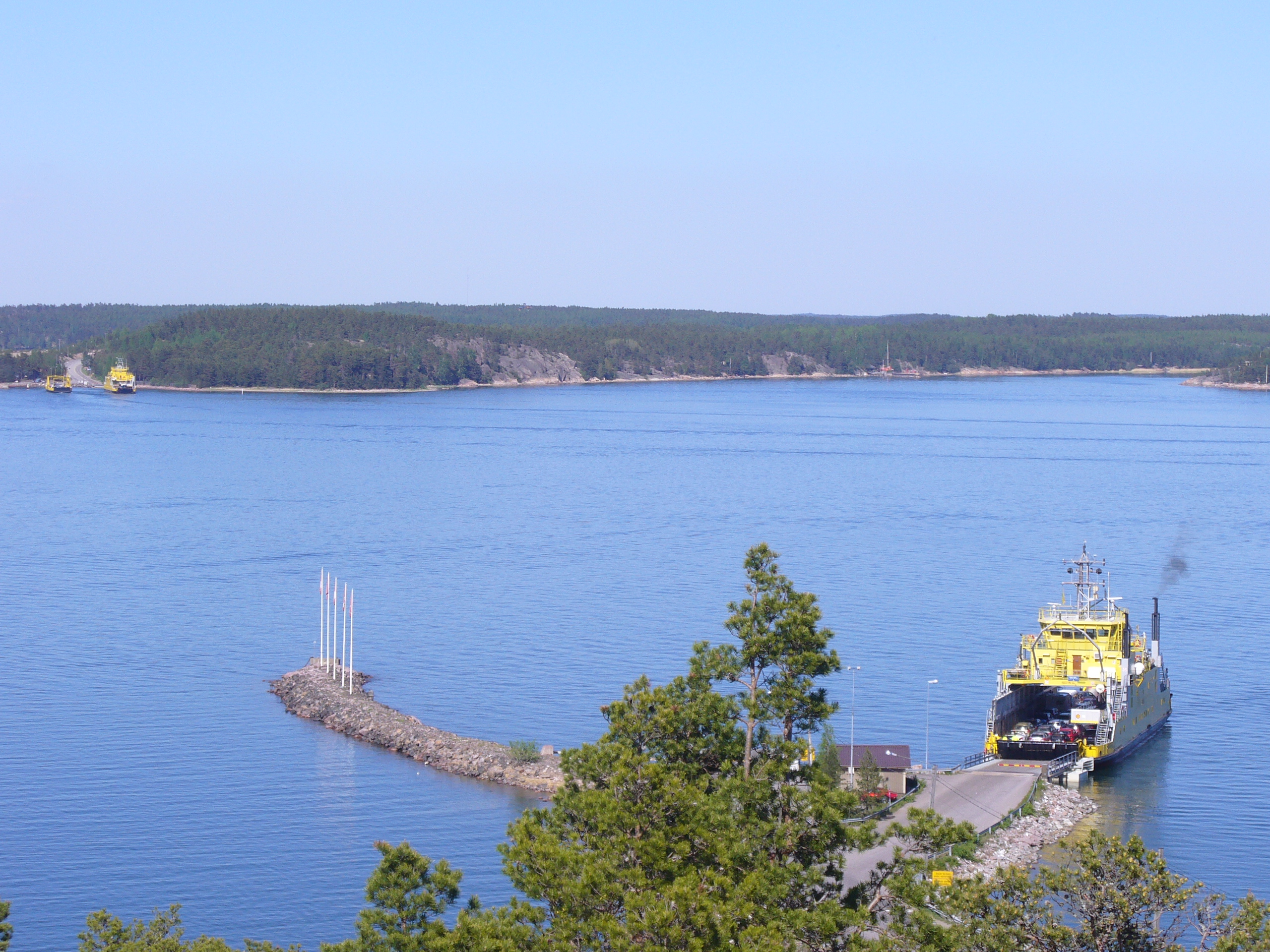
Паромная переправа между островами

Группы островов на финской стороне Кихти соединены Кольцевой Архипелаговой Дорогой (Archipelago Ring Road) — цепью мостов и переправ. Более отдалённые острова соединены паромными переправами, и, в случае Аландов, небольшим аэропортом. Паромные переправы делятся на две категории. «Жёлтые» паромы (швед. lossi) бесплатны и оперируют на коротких дистанциях между крупными соседними островами, имеют большую вместимость, до 200 тонн, автомобили размещаются на одном, двух этажах под открытым небом. «Белые» паромы (фин. yhteysalus) оперируют на более длинных путях, охватывающих несколько меньших или более удалённых островов, ходят по более редкому расписанию, иногда не каждый день, имеется салон для пассажиров, ресторан-кафе, открытая палуба. Берут небольшую плату за провоз автомобиля или велосипеда. С осени 2009 года провоз пассажиров на них бесплатен. Имеются также частные перевозчики. Большие крейсерские паромы соединяют финские города Турку и Хельсинки с Аландами и Швецией.

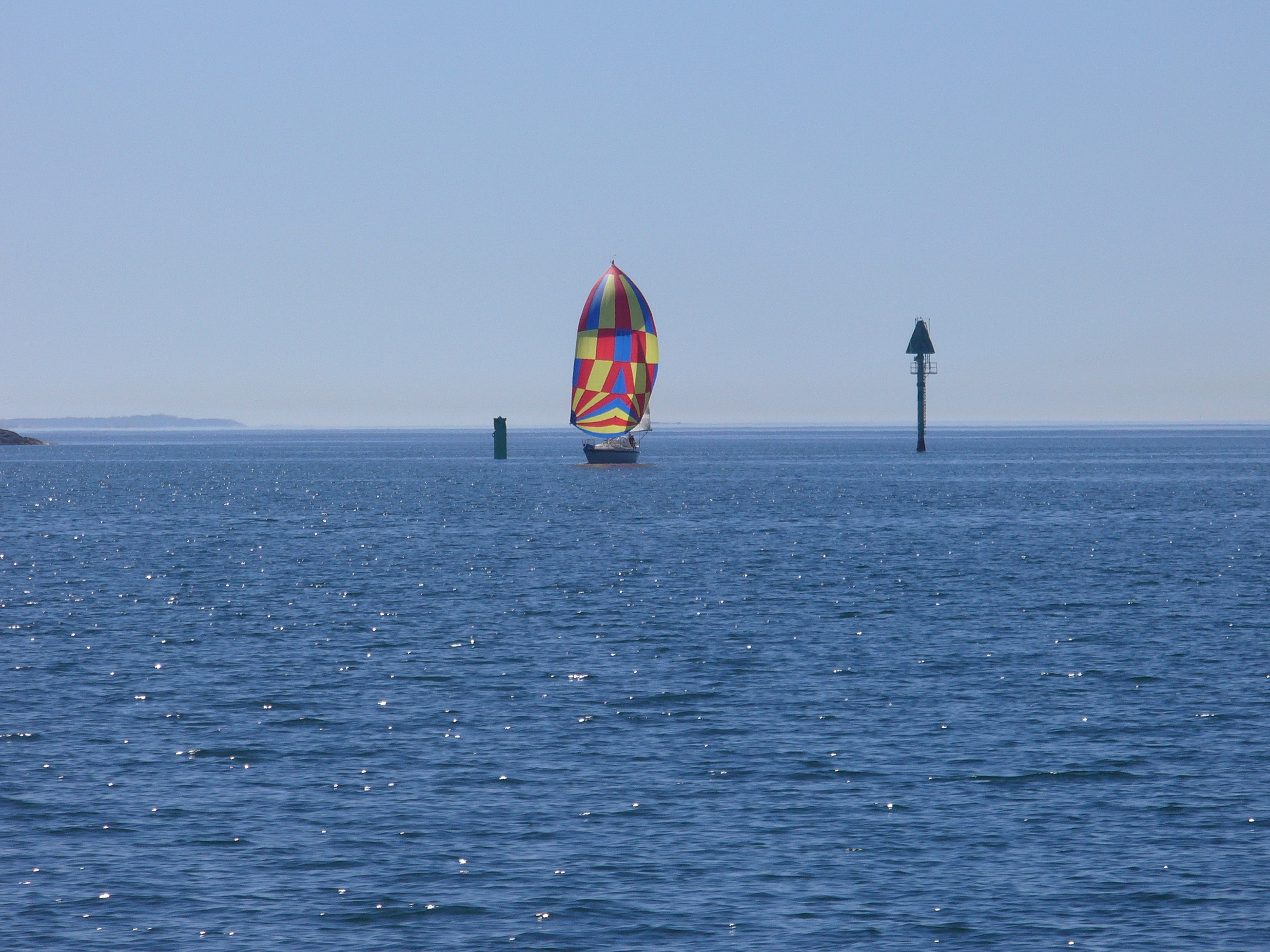
Вид с парома во время переправы из Korpo в Kittuis, путь 8 км.

В течение особенно холодных зим между некоторыми островами создают официальные ледяные дороги. Это значительно упрощает передвижение, так как делает возможным поездки на автомобиле (или даже на грузовом фургоне) между материком и островами. С другой стороны, весной и осенью начинается период оттепели (фин. kelirikko), когда лёд слишком тонкий даже для ходьбы, но слишком толстый для лодок. Это может изолировать некоторые острова без пристани для крупных кораблей на дни и недели.
Через Архипелаговое море проходит множество важных морских путей. Навигация благодаря лабиринтообразности, переменой глубине и многочисленным шхерам в районе опасна. По этой причине острова усеяны маяками различных размеров и навигационными знаками.

## Природа и её сохранение

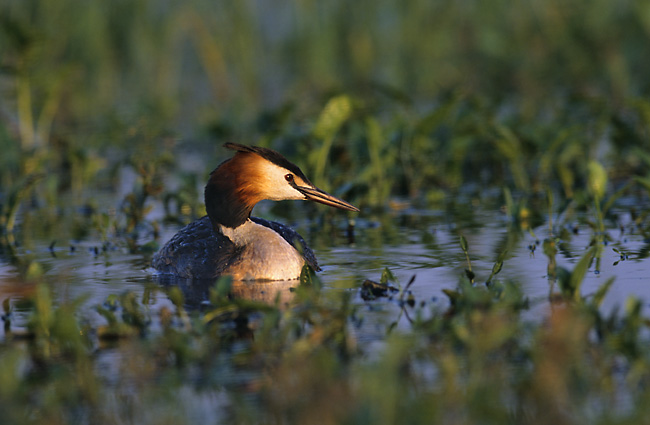
Большая поганка

Острова предоставляют уникальную и разнообразную среду для живой природы. Большие острова имеют сходство с прибрежными регионами материковой Финляндии, тогда как шхеры представляют собой принципиально другую среду обитания. Меньшие острова лишены деревьев, но обладают богатой растительностью. Для среды характерны солнечные условия, сравнительно длинный вегетационный период и удобрение почвы гуано. С другой стороны, почти постоянный ветер и тонкий или вообще отсутствующий слой почвы ограничивают рост растений. Очень низкая солёность Балтийского моря делает брызги морской воды благотворными для растений.
Условия могут сильно меняться даже в пределах одного острова. Могут присутствовать небольшие пресноводные болота, пруды, водоёмы со слабоминерализованной водой, кусты, луга, куски породы и выветренные берега, внутриостровные бухты всего несколько десятков метров в диаметре. Множество растений имеют изменённые фенотипы в силу окружающей среды. К примеру, можжевельник на маленьких островах вырастает в высоту не более чем на полметра, но может покрывать площадь нескольких квадратных метров.
Острова являются прибежищем для таких видов морских птиц, как лебедь-шипун, чёрный чистик, чомга и нескольких разновидностей чаек. Недавно по архипелагу распространился большой баклан, и его численность растёт. Это не обязательно воспринимается любителями природы положительно, так как большой баклан селится густонаселёнными колониями, которые могут со временем отравить окружающие растения своими экскрементами.
Наиболее значительной угрозой среде является эвтрофикация, вызванная сельским хозяйством и рыбоводством. Эта проблема была частична взята под контроль в Финляндии, однако эффект нивелируется общим ухудшением состояния Балтийского моря. Многие районы архипелага защищены от влияния человеческой деятельности их полной недоступностью. Также многие участки архипелага являются природоохранными зонами или входят в Юго-западный Архипелаговый Национальный Парк, посещение некоторых островов которого разрешено только учёным.

## История
Острова начали подниматься из моря (на этапе, называемым Иольдиевое море) 10 000 лет назад. Древнейший археологический памятник датируется приблизительно 4000 годом до н. э. и относится к культуре ямочно-гребенчатой керамики.
Архипелаг занимает стратегически важную позицию, защищая подступы к Стокгольму, Турку и всему Ботническому заливу. В связи с этим они были укреплены Шведской империей в течение средних веков. Королевский почтовый путь проходил через северные острова в XVI—XVII веках. В 1809 году Швеция была вынуждена уступить острова России, и они стали частью Великого княжества Финляндского.
Во время Крымской войны совместные англо-французские силы атаковали и уничтожили Бомарсундскую крепость. Согласно Аландской конвенции 1856 года аландская часть архипелага была провозглашена демилитаризованной зоной и является ею по сей день.
Финляндия получила независимость от России в 1917 году. Вскоре после этого шведскоговорящее население Аландских островов в западной части архипелага обратилось к Швеции с просьбой об аннексии островов. Просьба получила смешанную поддержку, но привела к Аландскому кризису. Лига Наций была вызвана разрешить ситуацию, и в 1921 году она предоставила суверенитет всего архипелага Финляндии, несмотря на возражения аландского большинства. Тем не менее, Аландам была предоставлена широкая автономия и возвращён статус демилитаризованной зоны.